# Sell Our Soul
『Sell Our Soul』（セル・アワ・ソウル）は、THA BLUE HERBの2枚目のアルバム。2002年5月22日発売。なお、先行シングル「FRONT ACT CD」に収録されている3曲はどれも未収録となっている。

## 解説
2000年に一年間活動休止し、世界各地を旅したBOSS THE MCの経験が多分に歌詞に反映されている。

## 収録曲
1. SHINE ON YOU CRAZY DIAMOND（5:02）
2. 天下二分の計(COAST2 COAST3)（4:47）
3. ウルトラC（3:52）
4. 29 TO THINK（1:02）
5. 人斬り（4:12）
6. 路上（13:34）
一人の人生そのものを作品にした大作。登場する人物の一部の名前はBOSSがネパールを旅行した時に実際に会った人をそのまま取り入れている。
7. S.S.B（5:10）
8. I'M PRIVATE ARMY（5:10）
9. STILL STANDING IN THE BOG（7:03）
10. BROTHER（4:49）
11. SMILE WITH TEARS（6:45）
12. サイの角のようにただ独り歩め（6:09）
『スッタニパータ』の中の一節から取られている。

全曲作詞:BOSS THE MC、作曲:O・N・O